# Institut für Geologie und Geophysik
Das Institut für Geologie und Geophysik (chinesisch 中国科学院地质与地球物理研究所, Pinyin Zhōngguó Kēxuéyuàn Dìzhì yǔ Dìqiúwùlǐ Yánjiūsuǒ) ist eine Einrichtung der Chinesischen Akademie der Wissenschaften im Nordwesten des Stadtbezirks Chaoyang von Peking. Es entstand am 4. Juni 1999 durch Zusammenlegung der Institute für Geologie und Geophysik. Direktorin des Instituts ist seit dem 1. April 2022 die Tiefbohrungsspezialistin Di Qingyun (底青云, * 1964).

## Geschichte

### Institut für Geologie

#### Institut für geologische Prospektion

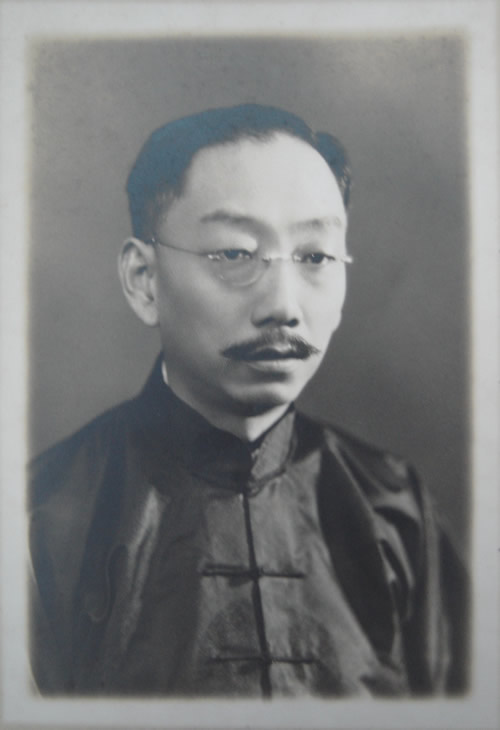
Ding Wenjiang, Büro- bzw. Institutsleiter 1912–1921

Bereits bei der Gründung der Republik China am 1. Januar 1912 wurde am damals noch in Nanjing angesiedelten Ministerium für Industrie und Handel (实业部) in der Abteilung für Bergbau (矿务司) ein Büro für Geologie (地质科) unter der Leitung von Zhang Hongzhao eingerichtet. Nach dem Umzug der Regierung nach Peking am 10. März 1912 übernahm Ding Wenjiang die Leitung des Büros, das im September 1913, weiterhin unter der Leitung von Ding Wenjiang, zum Institut für geologische Prospektion (地质调查所) hochgestuft wurde. Dies war zunächst nur ein Verwaltungsakt – dem Institut fehlte es an Personal. Daher wurde, ebenfalls im September 1913, ein Geologisches Forschungsinstitut (地质研究所) gegründet, wo entsprechende Fachkräfte ausgebildet wurden. Rund ein Dutzend der ersten 18 Absolventen wechselten im Juli 1916 zum Institut für Prospektion, das damit seine reguläre Arbeit aufnehmen konnte. Im Zuge von Kabinettsreformen änderte sich die für das Institut zuständige Aufsichtsbehörde mehrmals:
- 1913–1914 Ministerium für Industrie und Handel (工商部)
- 1914–1928 Ministerium für Landwirtschaft und Handel (农商部)
- 1928–1930 Ministerium für Landwirtschaft und Bergbau (农矿部)
- 1931–1938 Ministerium für Industrie und Handel (实业部)
- 1938–1949 Ministerium für Wirtschaft (经济部)

Auch der Sitz des Instituts änderte sich mehrmals. Bereits 1935 zog man von Peking nach Nanjing um, seit 1927 wieder Hauptstadt der Republik China, während in Peking ein Zweiginstitut beibehalten wurde. 1937 floh man wegen des japanischen Angriffs auf Nanjing zunächst nach Changsha, dann weiter in die Interimshauptstadt Chongqing, wo man sich im Stadtbezirk Beibei am nordwestlichen Stadtrand niederließ. Nach dem Ende des Zweiten Weltkriegs kehrte die 1941 in „Institut der Zentralregierung für geologische Prospektion“ (中央地质调查所) umbenannte Einrichtung – mittlerweile gab es auch auf Provinzebene Institute für geologische Prospektion – im Juni 1946 in ihre ursprünglichen Räumlichkeiten im zentralen Stadtbezirk Xuanwu von Nanjing zurück. Zu diesem Zeitpunkt hatte das Institut 110 Mitarbeiter und folgende Fachabteilungen (研究室):
- Geologie
- Paläontologie
- Känozoikum
- Geophysik
- Mineralogie und Petrologie
- Bodenkunde
- Ingenieurgeologie
- Chemielabor
- Museum
- Bibliothek[3]

#### Institut für Geologie der Academia Sinica
Im Januar 1928 wurde in Shanghai das Institut für Geologie (地质研究所) unter der Leitung von Li Siguang als erstes der 13 Institute der damals im Aufbau begriffenen Academia Sinica eingerichtet, einer am 9. Juni 1928 offiziell gegründeten Vorläuferorganisation der Chinesischen Akademie der Wissenschaften. 1933 bezog das Institut ein neu errichtetes Gebäude beim Jiming-Kloster (鸡鸣寺, damals eine Kaserne) im Stadtbezirk Xuanwu von Nanjing. Nach dem Beginn des Japanisch-Chinesischen Kriegs am 7. Juli 1937 begab man sich zunächst nach Lushan, Provinz Jiangxi. Im weiteren Verlauf des Krieges flohen die Geologen über Changsha und Guilin nach Guiyang in der Provinz Guizhou. Anfang 1945 zog das Institut nach Chongqing um. Nach der Kapitulation Japans am 9. September 1945 kehrte man schließlich in das Gebäude in Nanjing zurück. Der Personalstand des Instituts für Geologie der Academia Sinica war immer wesentlich niedriger als der des auf unmittelbaren Nutzen ausgelegten Instituts für geologische Prospektion. Im Juni 1948 arbeiteten dort 33 Wissenschaftler.

#### Amt für Vermessung und Untersuchung von Bodenschätzen

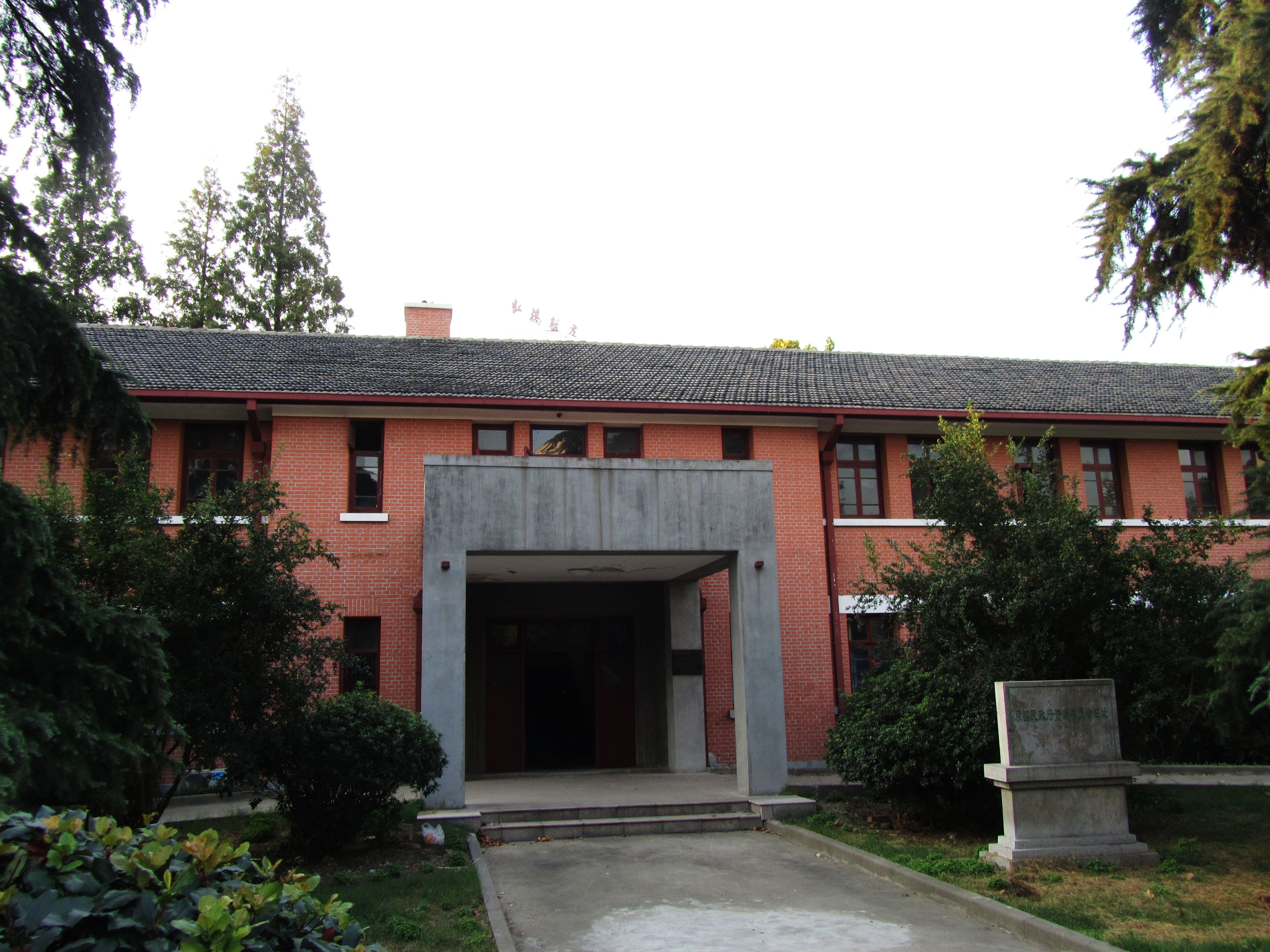
Ressourcenkommission in Nanjing

Am 15. Juni 1940 gründete die staatliche Sichuan-Yunnan-Eisenbahngesellschaft (川滇铁路公司) im Zusammenhang mit dem Bau einer Bahnstrecke von Yibin, Provinz Sichuan nach Kunming, Provinz Yunnan die „Ingenieurabteilung für Erzprospektion entlang der Eisenbahnstrecke Yibin-Kunming“ (叙昆铁路沿线探矿工程处). Da Kooperationsabkommen mit Bergbauunternehmen nicht umgesetzt werden konnten, wurde die Ingenieurabteilung in das „Amt für Vermessung und Untersuchung von Bodenschätzen in Südwestchina“ (西南矿产测勘处) umgewandelt und mit Prospektion in Yunnan, Guizhou und Sichuan beauftragt. Am 1. Oktober 1942 wurde das Amt der Ressourcenkommission (资源委员会) des Wirtschaftsministeriums unterstellt, die für die Wehrwirtschaft der Kuomintang-Regierung zuständig war. Der Arbeitsbereich des Amts für Vermessung und Untersuchung von Bodenschätzen (矿产测勘处), das primär Prospektion mittels Tiefbohrung durchführte, umfasste nun ganz China.
Der Sitz der Einrichtung, die während der gesamten Dauer ihrer Existenz von Xie Jiarong (谢家荣, 1898–1966) geleitet wurde, einem Geologieprofessor von der Tsinghua-Universität, war ursprünglich in Kunming. Anfang November 1940 zog man nach Zhaotong im Nordosten von Yunnan um, im Juni 1943 nach Guiyang und 1944 nach Chongqing. Nach dem Ende des Zweiten Weltkriegs wurde der Sitz der Behörde nach Nanjing verlegt.

#### Institut für Geologie der Chinesischen Akademie der Wissenschaften
Am 1. November 1949 wurde als Nachfolgeorganisation der Academia Sinica die Chinesische Akademie der Wissenschaften gegründet. Nach Diskussionen unter Beteiligung des gesamten Personals im Institut für geologische Prospektion bat man am 12. November 1949 darum, dass die ehemalige Behörde in die Akademie der Wissenschaften übernommen würde. Am 16. November 1949 wandte sich Institutsleiter Li Chunyu (李春昱, 1904–1988) mit Telegrammen entsprechenden Inhalts auch noch direkt an Akademiepräsident Guo Moruo und Premierminister Zhou Enlai. Dies führte zunächst zu keinem Ergebnis. Erst als Li Siguang, der sich seit 1948 in Großbritannien aufhielt, am 6. Mai 1950 nach Peking zurückkehrte und am folgenden Tag von Zhou Enali beauftragt wurde, die geologische Arbeit in ganz China so zu organisieren, dass sie dem Aufbau des Landes bestmöglich diente, änderte sich die Situation. Li Siguang arbeitete einen detaillierten Plan aus, auf dessen Grundlage der Staatsrat der Volksrepublik China am 25. August 1950 die Gründung folgender Institutionen genehmigte:
- Chinesische Planungs- und Lenkungskommission für geologische Arbeiten (中国地质工作计划指导委员会)
- Institut für Geologie der Chinesischen Akademie der Wissenschaften (中国科学院地质研究所)
- Institut für Paläontologie der Chinesischen Akademie der Wissenschaften (中国科学院古生物研究所)
- Behörde für geologische Prospektion von Bodenschätzen (矿产地质勘探局)

Das Personal des Instituts für Geologie kam überwiegend aus dem Institut für geologische Prospektion, einige Wissenschaftler auch aus dem Institut für Geologie der Academia Sinica und dem Amt für Vermessung und Untersuchung von Bodenschätzen. Am 29. August 1950 wurde der Lagerstättenkundler und Geochemiker Hou Defeng (侯德封, 1900–1980) vom Staatsrat zum Direktor des Instituts ernannt, die offizielle Gründung erfolgte nach organisatorischen Vorarbeiten am 7. Mai 1951. Das Institut unterstand sowohl der Akademie der Wissenschaften als auch der Planungs- und Lenkungskommission für geologische Arbeiten. Als letztere am 7. August 1952 zum Ministerium für Geologie hochgestuft wurde, mit Li Siguang als erstem Minister, wurden die Zuständigkeiten klarer definiert: das Ministerium war für die Verwaltung im Institut zuständig, die Akademie für die wissenschaftliche Arbeit. Im Februar 1954 zog das Institut von Nanjing nach Peking um, wo man einen alten Herzogspalast (沙滩松公府) im Stadtbezirk Dongcheng bezog, in dem sich vorher die Fakultät für Geologie der Universität Peking befunden hatte.
Im Januar 1955 übergab das Ministerium für Geologie die Verantwortung für das Institut vollständig an die Akademie der Wissenschaften.

### Institut für Geophysik

#### Institut für Meteorologie der Academia Sinica

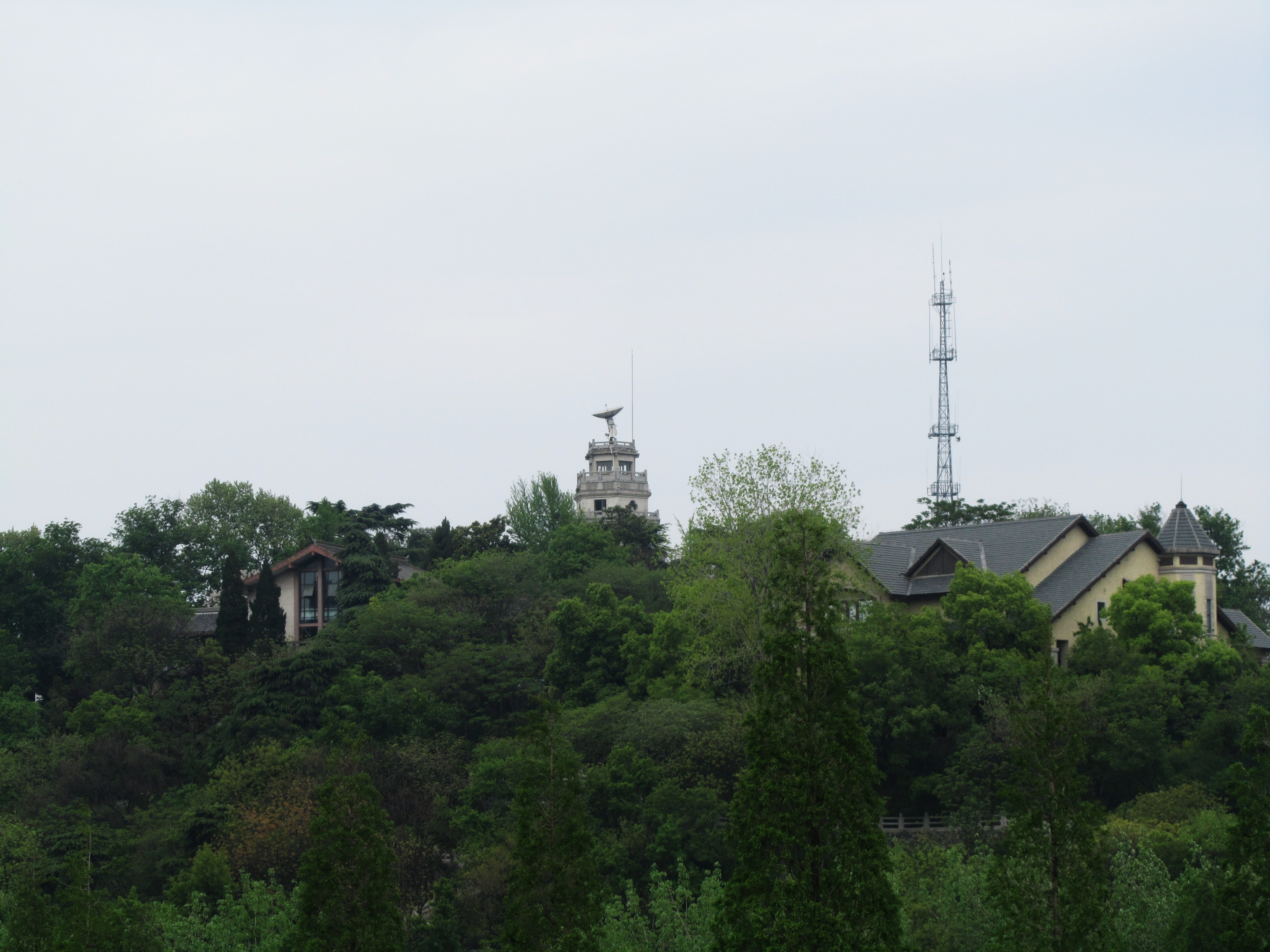
Meteorologisches Observatorium auf dem Hühnerkäfig-Berg

Das Institut für Geophysik geht auf das im Februar 1928 gegründete Institut für Meteorologie (气象研究所) der Academia Sinica zurück, das seinen Sitz in einer alten Sternwarte auf dem Hühnerkäfig-Berg im Stadtbezirk Gulou von Nanjing hatte. Nach der Gründung begann man unter der Leitung von Institutsdirektor Zhu Kezhen (竺可桢, 1890–1974) zunächst ein meteorologisches Beobachtungsnetz aufzubauen und Fachpersonal auszubilden. Im Juni 1930 begann man mit den Planungen für eine Erdbebenwarte auf dem Berg, die 1932 ihren Betrieb aufnahm. Nach dem Ausbruch des Japanisch-Chinesischen Kriegs flohen die Wissenschaftler jangtseaufwärts nach Hankou, wo man im obersten Stockwerk der Bank of Canton im ehemaligen britischen Pachtgebiet eine meteorologische Beobachtungsstation besaß. Später zog das Institut in die meteorologische Beobachtungsstation im Stadtbezirk Yuzhong von Chongqing um, anschließend innerhalb von Chongqing in die meteorologische Beobachtungsstation des Stadtbezirks Beibei.
Im September 1946 kehrte das Institut auf den Hühnerkäfig-Berg zurück.
1947 wurde die Abteilung für Geomagnetismus des Instituts für Physik der Academia Sinica in das Institut für Meteorologie überführt, man baute auf dem Berg ein geomagnetisches Observatorium. Der Geophysiker und Meteorologe Zhao Jiuzhang, der das Institut bereits seit 1944 kommissarisch geleitet hatte, wurde nun offiziell Direktor des Instituts für Meteorologie. Das Institut war damals nicht sehr groß – im Jahr 1948 verfügte man nur über 30 Mitarbeiter.

#### Institut für Geophysik der Chinesischen Akademie der Wissenschaften
Am 6. April 1950 wurde das Institut für Meteorologie der Academia Sinica mit der Abteilung für geophysikalische Prospektion des Instituts für Physik der Nationalen Beiping-Akademie (国立北平研究院) zum Institut für Geophysik der Chinesischen Akademie der Wissenschaften (中国科学院地球物理研究所) mit Sitz in Nanjing vereinigt. Gut einen Monat später, am 15. Mai 1950 wurde Zhao Jiuzhang von Premierminister Zhou Enlai zum Institutsdirektor ernannt und damit in seiner alten Position aus der Zeit der Republik bestätigt.
Im März 1951, als man die Organisationsstruktur des Instituts für Geologie erarbeitete, wurden fünf 1949 nicht nach Taiwan umgesiedelte Wissenschaftler der Fachabteilung Geophysik des Instituts für geologische Prospektion zum Institut für Geophysik versetzt. Zu diesem Zeitpunkt hatte das Institut vier Forschungsgruppen (研究组), die später teilweise weiter ausdifferenziert wurden:
- Meteorologie
  - Wetter
  - Klima
  - Agrarmeteorologie
- Erdmagnetfeld
- Erdbeben
- Angewandte Geophysik

Später kam dann noch die Forschungsgruppe Meereswellen dazu, außerdem wurden die seismologischen und geomagnetischen Einrichtungen der Observatorien Sheshan und Xuhui (seit 1962 zusammen das Astronomische Observatorium Shanghai) vom Institut für Geophysik übernommen. Im Dezember 1954 zog das Institut von Nanjing in ein neuerbautes Gebäude im Pekinger Straßenviertel Zhongguancun (Stadtbezirk Haidian) um.
Neben klassischen geophysikalischen Forschungen wie zum Einfluss des Hochlands von Tibet auf die atmosphärische Zirkulation in Ostasien und das Wetter in China oder die Nutzung von seismischen Wellen zur Prospektion wurden am Institut auch Ingenieurprojekte durchgeführt. So wirkte man zum Beispiel 1958/1959 am „Projekt 581“ zum Bau eines chinesischen Satelliten mit. Nach der Einstellung des Projekts wurde die Gruppe 581 im Dezember 1959 als „Zweite Abteilung“ in das Institut für Geophysik integriert. Über mehrere Zwischenschritte ging daraus am 7. Juli 2011 das Nationale Zentrum für Weltraumwissenschaften hervor.
Im Juli 1961 wurde das Labor für Seismologie bei Kernexplosionen (核爆炸地震学研究室) eingerichtet, auch bekannt als „Labor 7“ (七室), das zwischen 1964 und 1976 (also dem Ende der Kulturrevolution) im Auftrag der Kommission für Wehrtechnik der Volksbefreiungsarmee an elf auf dem Kernwaffentestgelände Lop Nor in Bodennähe, in der Luft und unterirdisch durchgeführten Tests mit Atom- und Wasserstoffbomben teilnahm. Hierbei wurde die Ausbreitung der seismischen Wellen beobachtet und Maßnahmen zum Schutz der Einrichtungen auf dem Testgelände vor diesen Wellen erprobt. Außerdem führte das Labor 7, das mehr als 200 Mitarbeiter besaß, mit chemischen Sprengstoffen zahlreiche Simulationen von Kernwaffenexplosionen durch.

## Struktur
Die Organisationsstruktur des Instituts für Geologie und des Instituts für Geophysik änderte sich mehrmals. So wurden die beiden Institute 1971 im Zuge der Kulturrevolution angewiesen, sich auf Erdbebenforschung zu konzentrieren. Das 1953 gegründete Seismologische Arbeitskomitee der Chinesischen Akademie der Wissenschaften wurde in das Staatliche Büro für Seismologie umgewandelt und die beiden Institute diesem unterstellt. Im Januar 1978 wurden an der Akademie der Wissenschaften wieder die ursprünglichen Institute eingerichtet, die nicht auf Seismologie spezialisierten Wissenschaftler kehrten an ihre alten Arbeitsstellen zurück. Am 4. Juni 1999 wurden die beiden Institute schließlich zum Institut für Geologie und Geophysik vereinigt. Neben der Verwaltung mit Personalamt, Buchhaltung etc. besaß das Institut im Jahr 2023 folgende Abteilungen:
- Nationales Schwerpunktlabor für Lithosphärenevolution (岩石圈演化国家重点实验室)[10]
- Schwerpunktlabor für Geophysik und Planetologie der Chinesischen Akademie der Wissenschaften (中国科学院地球与行星物理重点实验室)[11]
- Schwerpunktlabor für känozoische Geologie und Umwelt der Chinesischen Akademie der Wissenschaften (中国科学院新生代地质与环境重点实验室)[12]
- Schwerpunktlabor für Erdöl- und Erdgaslagerstättenforschung der Chinesischen Akademie der Wissenschaften (中国科学院油气资源研究重点实验室)[13]
- Schwerpunktlabor für mineralische Rohstoffe der Chinesischen Akademie der Wissenschaften (中国科学院矿产资源研究重点实验室)[14]
- Schwerpunktlabor für Schiefergas und geologische Technik der Chinesischen Akademie der Wissenschaften (中国科学院页岩气与地质工程重点实验室)[15]
- Ingenieurlabor für Tiefbohrungsausrüstung und -technik der Chinesischen Akademie der Wissenschaften (中国科学院深地资源装备技术工程实验室)[16]
- Nationales Observatorium für Weltraumwetter, Peking (北京空间环境国家野外科学观测研究站)[17]
- Nationale Datenbank für Erdsystemwissenschaft (国家地球系统科学数据中心)[18]
- Französisch-chinesisches Labor für Biomineralisation und Nanostruktur (中-法生物矿化与纳米结构联合实验室)[19]
- Französisch-chinesisches Labor für Monsun, Ozean und Klima (中法季风海洋与气候国际联合实验室)[20]

Daneben gibt es noch ein 1999 mit der Gründung des vereinigten Instituts eingerichtetes, von allen Abteilungen gemeinsam genutztes Technikzentrum (公共技术中心) mit einer Vielzahl von Analyse- und Messgeräten.
Die Geräte lassen sich nach ihrer Nutzung in sechs Arbeitsbereiche einteilen:
1. Analyse der stofflichen Zusammensetzung und Eigenschaften der Erde
2. Beobachtung des Aufbaus der tiefen Schichten der Erde
3. Geochronologische Datierung
4. Weltraumwettermessung
5. Analyse paläoökologischer Daten
6. Datenverarbeitung[22]

Im November 2022 hatte das Institut für Geologie und Geophysik 732 Mitarbeiter, darunter 363 Professoren, 17 Mitglieder der Chinesischen Akademie der Wissenschaften und ein Mitglied der Chinesischen Akademie der Ingenieurwissenschaften.

## Lehre
Das Institut für Geologie und Geophysik fungiert als Campus der Universität der Chinesischen Akademie der Wissenschaften. In den Fachbereichen Geologie, Geophysik sowie Ressourcengeologie und geologische Technik werden sowohl Diplom- als auch Doktortitel verliehen. Im Fachbereich Planetologie gibt es keine Diplom- sondern nur Promotionsstudiengänge und zwar Innerer Aufbau von Planeten, Astrophysik, Astrogeologie, Astrochemie, Planetenoberflächen und -wetter sowie Astrobiologie. Im Studienjahr 2022/2023 studierten am Institut 211 Diplomanden und 467 Doktoranden, unter letzteren 21 ausländische Studenten. Außerdem arbeiteten am Institut noch 134 Postdoktoranden. Zu jener Zeit gab es am Institut 151 Diplomandenbetreur und 129 Doktorandenbetreuer, dazu kamen noch 10 Diplomandenbetreuer und 31 Doktorandenbetreuer von anderen Instituten der Akademie der Wissenschaften, die sich um Studenten des Instituts für Geologie und Geophysik kümmerten.
Am Institut werden pro Jahr etwa 80 Diplomanden aufgenommen. Voraussetzung hierfür ist ein Vordiplom mit ausgezeichnetem (优秀) Ergebnis und eine Empfehlung der jeweiligen Hochschule oder die Teilnahme an einer für Studenten des ganzen Landes offenen Aufnahmeprüfung, für die ebenfalls ein Vordiplom mit ausgezeichnetem Ergebnis nötig ist. Außerdem werden pro Jahr etwa 90 Doktoranden aufgenommen, entweder Diplomgeologen etc. von anderen Universitäten mit Empfehlung, institutsinterne Diplomabsolventen, die weiterstudieren, oder Teilnehmer an einer offenen Prüfung. Um geeignete Bewerber für das Institut zu interessieren, veranstaltet man jedes Jahr im Juli ein studentisches Sommerlager für Geowissenschaften und Planetologie, zu dem Studenten mit Vordiplom und ausgezeichneten Prüfungsergebnissen von den relevanten Universitäten im In- und Ausland eingeladen werden. Dabei werden unter anderem Exkursionen mit geologischen Feldübungen in den Westalpen oder zur Entstehung und Zerstörung von Kratonen in Nordchina durchgeführt, es werden das seismologische Observatorium auf dem Berg Langya in Hebei oder das astrophysikalische Observatorium in Mohe, Provinz Heilongjiang besichtigt und dort Messübungen durchgeführt.

## Zeitschriften
Das Institut für Geologie und Geophysik gibt eine Reihe von Fachzeitschriften heraus:
- „Zeitschrift für Geophysik“ (地球物理学报, englisch Chinese Journal of Geophysics), seit 1948 zusammen mit der Chinesischen Gesellschaft für Geophysik herausgegeben,[26] zunächst halbjährlich, ab 1964 vierteljährlich, ab 1982 zweimonatlich. Seit 2009 monatliche Erscheinungsweise.[27]
- „Quartärforschung“ (第四纪研究, englisch Quarternary Sciences), seit 1958 zusammen mit der Chinesischen Gesellschaft für Quartärforschung zunächst unter dem Titel „Chinesische Quartärforschung“ (中国第四纪研究) in unregelmäßiger Erscheinungsweise herausgegeben. Ab 1989 unter dem heutigen Titel vierteljährlich, seit 1999 zweimonatliche Erscheinungsweise.[28]
- „Geologie“ (地质科学, englisch Chinese Journal of Geology), seit 1958 zunächst monatlich herausgegeben, ab 1960 zweimonatlich. Seit 1963 vierteljährliche Erscheinungsweise.[29]
- Acta Petrologica Sinica (岩石学报), seit 1985 zusammen mit der Chinesischen Gesellschaft für Mineralogie, Petrologie und Geochemie zunächst vierteljährlich herausgegeben,[30] ab 2004 zweimonatlich. Seit 2006 monatliche Erscheinungsweise.[31]
- „Entwicklungen in der Geophysik“ (地球物理学进展, englisch Progress in Geophysics), seit 1986 zusammen mit der Chinesischen Gesellschaft für Geophysik herausgegeben. Zweimonatliche Erscheinungsweise.[32]
- „Zeitschrift für Ingenieurgeologie“ (工程地质学报, englisch Journal of Engineering Geology), seit 1993 vom Schwerpunktlabor für Schiefergas und geologische Technik zusammen mit der Kommission für Ingenieurgeologie der Chinesischen Gesellschaft für Geologie zunächst vierteljährlich herausgegeben.[33] Seit 2006 zweimonatliche Erscheinungsweise.[34]
- Earth and Planetary Physics, seit November 2017 zusammen mit der Chinesischen Gesellschaft für Geophysik und dem Verlag China Science Publishing & Media der Chinesischen Akademie der Wissenschaften herausgegeben. Zweimonatliche Erscheinungsweise.[35]